# Seitenblicke Magazin
Das Seitenblicke Magazin war eine österreichische Zeitschrift, die von 2005 bis 2016 erschien und sich mit nationalen und internationalen Stars, Society, Style und Lifestyle-Themen befasste. Herausgeber war Karl Abentheuer, als Chefredakteurin fungierte zuletzt Daniela Schimke.
Das Seitenblicke Magazin war trotz der Namensgleichheit nicht die Print-Ausgabe des vom ORF ausgestrahlten Society-Magazins Seitenblicke und hatte auch redaktionell mit diesem keinerlei Berührungspunkte.

## Geschichte
Das Magazin wurde im Februar 2005 von Red-Bull-Chef Dietrich Mateschitz neu gelauncht und von dessen Red Bull Media House GmbH mit Sitz im 14. Wiener Bezirk produziert.
Der Immobilienhändler Ernst Karl Plech hatte im Jahr 2000 gemeinsam mit Ex-FPÖ-Generalsekretär Walter Meischberger das damals monatliche Leute-Magazin "Seitenblicke" ins Leben gerufen. Meischberger fungierte auch als Geschäftsführer.
Im März 2004 erwarb Mateschitz gemeinsam mit dem ehemaligen Motocrossrennfahrer Heinz Kinigadner und Ex-KTM-Vorstand Markus Stauder die Mehrheit an der Seitenblicke Verlagsgesellschaft, nachdem er bereits davor an dieser beteiligt gewesen war. Die früheren Gesellschafter zogen sich in weiterer Folge gänzlich aus dem Verlag zurück.
Am 24. Februar 2005 erschien die völlig überarbeitete Zeitschrift erstmals in der neuen, auffälligen Farbe Pink, die lange Zeit das Markenzeichen des Seitenblicke Magazins darstellte.
Seit 1. Oktober 2010 war das Seitenblicke Magazin Teil der Red Bull Media House GmbH, in der unter anderem auch die Magazine The Red Bulletin, Terra Mater, Bergwelten, Servus in Stadt & Land und Servus Kinder sowie der TV-Sender Servus TV beheimatet sind.
Im Oktober 2016 wurde bekannt, dass das Red Bull Media House das Seitenblicke-Magazin einstellen werde und stattdessen der Fokus auf den Onlineauftritt Seitenblicke.at gelegt werden soll. Das Printprodukt erschien am 7. Dezember 2016 zum letzten Mal.
Am 15. Februar 2017 wurde bekannt, dass auch die Website seitenblicke.at mit Ende März 2017 eingestellt wird.

## Auflage
Ein Jahr nach dem Relaunch hatte das seit der Neuübernahme 14-täglich erscheinende neue Magazin eine Auflage von 49.726 Stück.
Im März 2007 wurde das Erscheinungsintervall auf wöchentlich umgestellt; die Auflage lag dann im Jahr 2008 bei einer Druckauflage von 80.461 Stück pro Ausgabe.
Ab Jänner 2013 erschien das Seitenblicke Magazin erneut vierzehntäglich, bevor es im Mai 2016 zu einem Monatsmagazin wurde.

## Web
Seitenblicke Online, die Webpräsenz des Seitenblicke Magazins, startete ebenfalls im Februar 2005 und lag im Jänner 2016 bei rund 700.000 Visits, 320.000 Unique Clients sowie 1,9 Millionen Page Impressions. Chefredakteur von www.seitenblicke.at war von 2005 bis 2016 Michael Reichelt, bevor Karl Abentheuer diese Funktion übernahm. Am 15. März 2017 ging die Website schließlich offline.